# St. Katharina (Meschenbach)

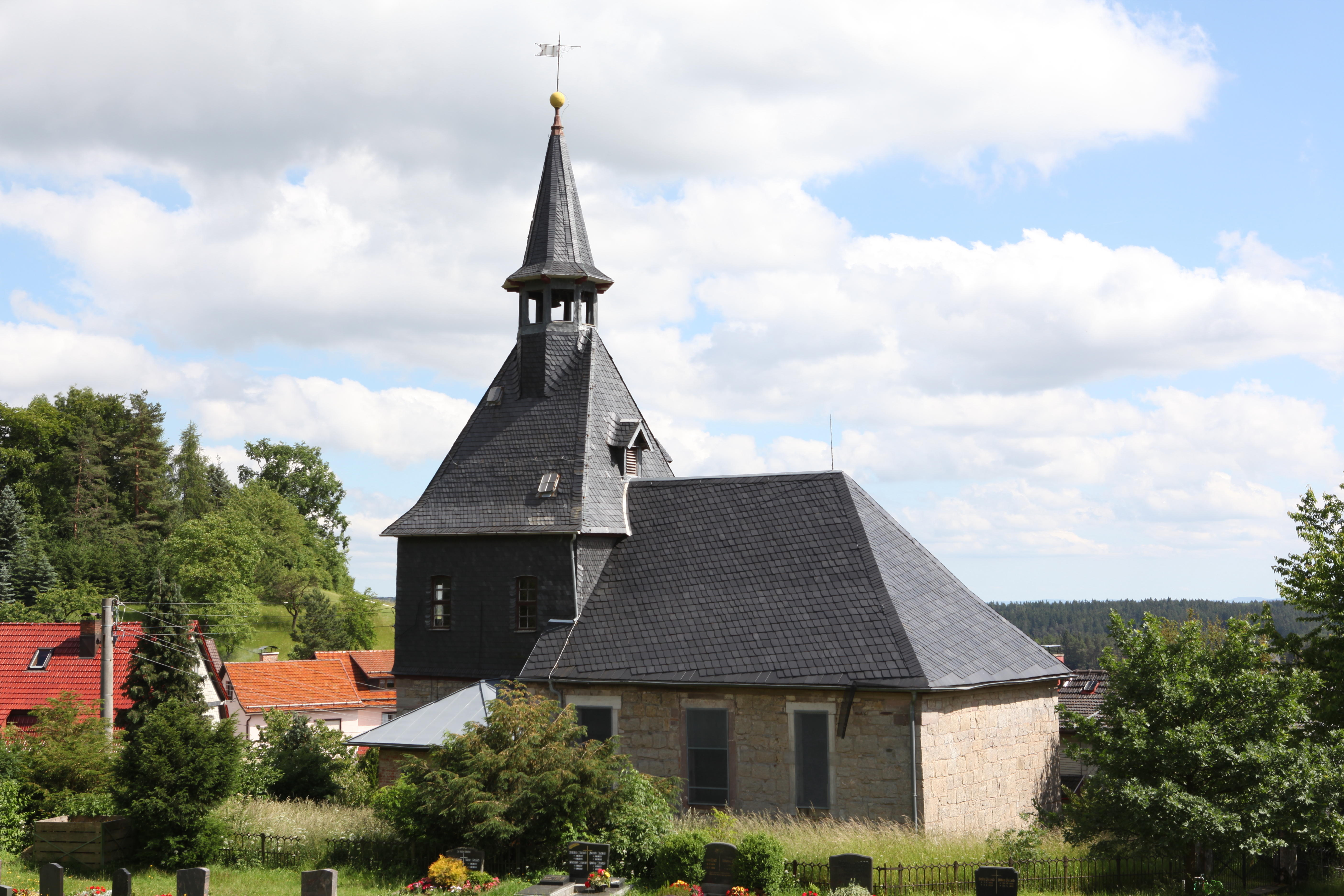
St. Katharina

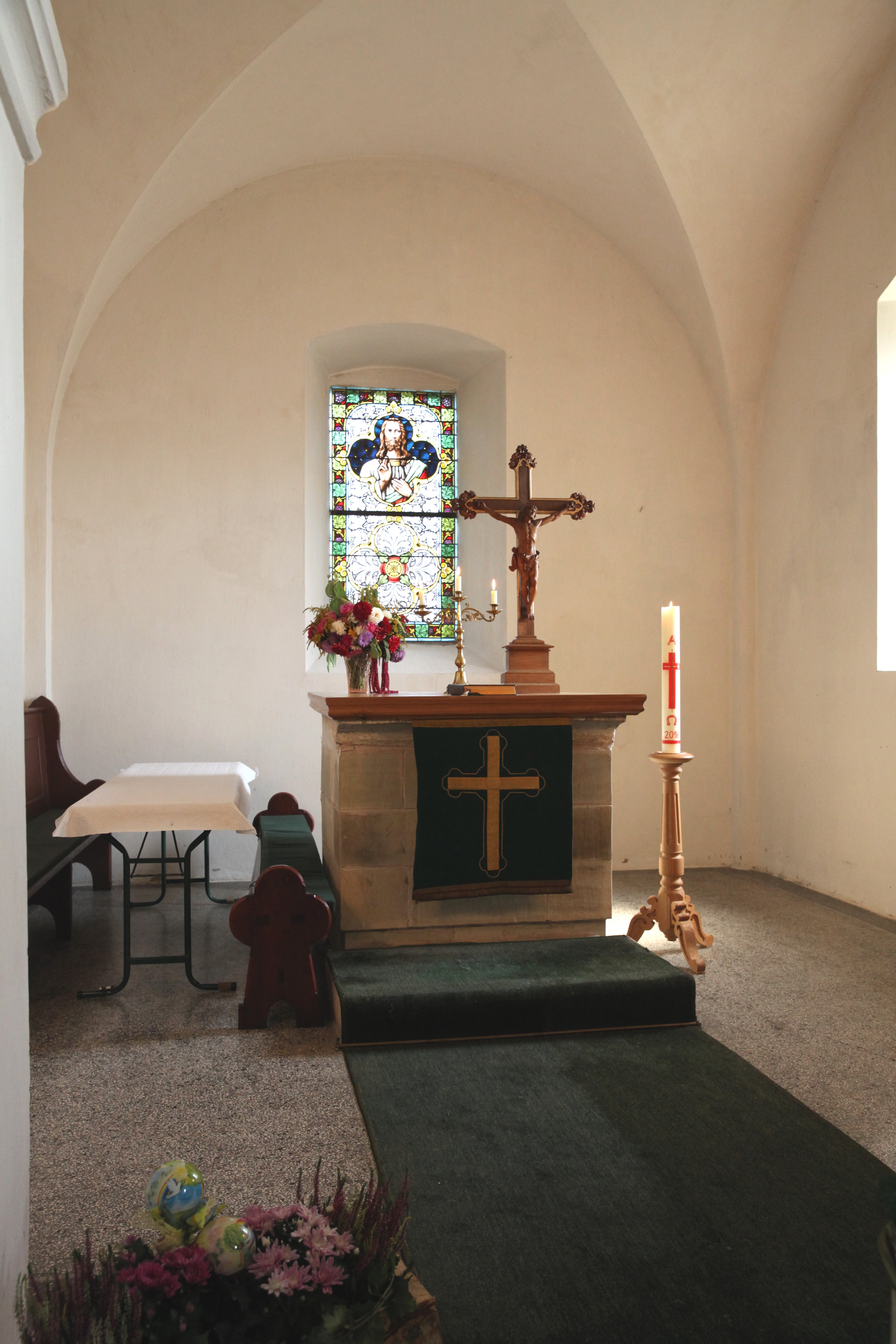
Innenansicht mit Altar

Die evangelisch-lutherische Dorfkirche St. Katharina steht im Ortsteil Meschenbach der Gemeinde Frankenblick im Landkreis Sonneberg in Thüringen.

## Geschichte
Die auf einer kleinen Anhöhe stehende Dorfkirche besitzt alte Chormauern aus dem Mittelalter von einer Wallfahrts- oder Stationskapelle. Der Kirchenbau wurde 1529 als Kapelle erwähnt.
Die spätgotische Kapelle wurde in den Jahren 1651 bis 1654 und 1661 neu ausgemalt. 1729 erhielt sie eine neue Ausstattung. Der Turm erhielt in der ersten Hälfte des 19. Jahrhunderts sein Walmdach mit seinen achteckigen Dachreitern. Die Sakristei wurde 1889 im Rahmen einer Gesamterneuerung an der nördlichen Chorseite angebaut.
Der Sage nach war Katharina von Schaumburg die Namensgeberin, weil sie durch eine Fügung dem Vollzug zum Tode entronnen war.
Einige Heiligenfiguren und vergoldete Altarbilder schmücken das Gotteshaus.